# Damon Hill
Damon Graham Devereux Hill OBE, britanski dirkač Formule 1, * 17. september 1960, London, Anglija, Združeno kraljestvo.
Damon Graham Devereux Hill, bolj znan kot Damon Hill, je upokojeni britanski dirkač. V sezoni 1996 je osvojil naslov svetovnega prvaka Formule 1, kot sin pokojnega Grahama Hilla je edini sin svetovnega prvaka Formule 1, ki je tudi sam postal prvak. Oče mu je umrl v letalski nesreči, ko je bil star petnajst let, zato se je družina znašla v zahtevni situaciji, Hill pa je prišel v profesionalni dirkaški šport v relativno pozni starosti triindvajsetih let, začel je na motociklističnih dirkah. Po nekaj manjših uspehih se je preselil v enosedežne dirkalnike, kjer je napredoval do prvenstva Formule 3000 v sezoni 1989, kjer je bil pogosto pri vrhu, ni pa uspel doseči zmage.
Hill je leta 1992 postal testni dirkač Formule 1 za moštvo Williams v sezoni 1992. V naslednji sezoni sezoni 1993 je nepričakovano dobil priložnost tudi na dirkah, ko je moštvo zapustil Riccardo Patrese, in dosegel svojo prvo od dvaindvajsetih zmag na dirki za Veliko nagrado Madžarske. Sredi devetdesetih let je bil Hill glavni tekmec Michaela Schumacherja v boju za naslov prvaka. Večkrat sta se spopadla, tako na stezi kot tudi izven, njuno trčenje na dirki za Veliko nagrado Avstralije v sezoni 1994 je prineslo naslov prvaka Schumacherju z le točko razlike. Dve leti kasneje je Hill uspel osvojiti naslov prvaka, kljub temu pa ga je moštvo Williamsa odpustilo pred naslednjo sezono. Kariero je nadaljeval pri manj konkurenčnih moštvih Arrows in Jordan, v sezoni 1998 je dosegel prvo Jordanovo zmago v Formuli 1.
Hill se je upokojil kot dirkač po sezoni 1999. Od takrat je sodeloval pri več poslih povezanih z avtomobili, ob tem pa je tudi igral kitaro za več znanih glasbenih skupin. Leta 2006 je Hill postal predsednik združenja British Racing Drivers' Club, kjer je nasledil Jackieja Stewarta.

## Osebno in zgodnje življenje
Damon Hill se je rodil Grahamu in Betti Hill v Hampsteadu v Londonu. Graham Hill je bil dirkač Svetovnega prvenstva Formule 1, v sezonah 1962 in 1968 tudi prvak, in je postal znana osebnost v Združenem kraljestvu. Kariera Grahama Hilla je družini omogočala udobno življenje, leta 1975 je tako živela v dvorcu s petindvajsetimi sobami v Hertfordshiru, Damon pa je obiskoval zasebno šolo Haberdashers' Aske's Boys' School. Zaradi smrtne nesreča očeta v letalski nesreči so se petnajstletni Hill, njegova mati ter sestri Samantha in Brigitte znašli v hudi finančni stiski. Hill je moral delati kot fizični delavec in kurir na motorju, da si je plačal nadaljnje izobraževanje.
Hill je poročen s Susan George, s katero imata štiri otroke, Oliverja (rojen 1989), Joshua (rojen 1991), Tabitho (rojena 1995) in Rosie (rojena 1998). Oliver se je rodil z Downovim sindromom, kar je spodbudilo Hilla in ženo k pokroviteljstvu Zveze bolnikov z Downovim sindromom. Leta 2008 je Hill postal tudi prvi pokrovitelj St. Joseph's Specialist School and College, šole za otroke s hujšimi zdravstvenimi ovirami pri učenju in avtizmom v Cranleighu, Surrey. Joshua je začel dirkaško kariero leta 2008, leta 2009 pa je nastopal v britanskem prvenstvu MSA Formula Ford.

## Kariera

### Pred Formulo 1
Hill je svojo motošportno kariero začel leta 1981 na motociklističnih dirkah. Uporabljal je lahko prepoznavno poslikavo čelade, ki jo je uporabljal že njegov oče, osem belih črt v obliki rezil razporejenih navpično okrog čelade na temno modrem ozadju. Poslikava čelade je predstavljala Londonski veslaški klub, za katerega je Graham Hill veslal v začetku petdesetih let. Čeprav je zmagal na klubskem prvenstvu do 350 cm2 na stezi Brands Hatch, pa je denar za dirkanje zaslužil kot fizični delavec na gradbiščih, novinar revije Motorcycle News, Rob McDonnell, pa mu ni napovedal velike kariere. Mati, ki je bila zaskrbljena nad nevarnostmi motociklističnega dirkanja, je Hilla prepričala, da je leta 1983 na winfieldski dirkaški šoli v Franciji opravljal izobraževanje za avtomobilsko dirkanje. Čeprav je pokazal nadpovprečno sposobnost, je Hill do konca leta 1984 na dirkah enosedežnikov nastopal le občasno. V britanski seriji Formule Ford je dosegel šest zmag z dirkalnikom Van Diemen moštva Manadient Racing v sezoni 1985, svoji prvi celotni sezoni v katerikoli avtomobilski dirkaški seriji, dosegel pa je tudi tretje in peto mesto na dirkah britanskega državnega prvenstva. ob tem je dosegel še tretje mesto na finalu serije Formula Ford Festival leta 1985, s čimer je pomagal Združenemu kraljestvu do moštvene zmage.
Za sezono 1986 je Hill načrtoval nastop v  prvenstvu britanske Formule 3 z moštvom West Surrey Racing, ki je bilo aktualni prvak serije, toda zaradi izgube sponzorstva s strani Ricoha in smrtne nesreče Bertranda Fabija, ki bi moral biti Hillov moštveni kolega, je dogovor propadel. Hill je ob tem dejal: »Ko je umrl Bert, sem sprejel zavestno odločitev, da bom prenehal s tovrstnimi aktivnostmi. To ni le tekmovanje, ampak ukvarjanje z vsem razburljivim. Za mene pri smučanju in dirkanju na polno ter drugem. Še bolj pa sem prestrašen, da bi vse to pustil in pri šestdesetih ugotovil, da nisem ničesar dosegel.« Hill si je izposodil 100.000 £ za financiranje dirkanja, v sezoni 1986 je imel solidno sezono pri moštvu Murray Taylor Racing, nato pa je dosegel po več zmag na sezono v moštvu Intersport. V sezoni 1988 je osvojil tretje mesto v prvenstvu.
V Evropi je v devetdesetih letih uspešen dirkač lahko neposredno iz Formule 3 napredoval v Formulo 1, ali pa v prvenstvo Formule 3000. Toda Hill ni imel dovolj sponzorskih sredstev za financiranje nastopanja v Formuli 3000. Ob tem je dejal: »Moral sem ponovno razmisliti o načrtu moje kariere. Najprej sem ugotovil, da bom lahko srečen, če lahko dirkam kjerkoli. Odločil sem se, da se bom ne glede na serijo maksimalno potrudil in videl kam me bo to pripeljalo.« Za eno dirko je nastopil v nižjem prvenstvu britanske Formule 3000, na dirki za 24 ur Le Mansa 1989 pa je v dirkalniku Porsche 962 za moštvo Richard Lloyd Racing odstopil zaradi odpovedi motorja v 228. krogu. Nastopil je tudi na eni dirki Britanskega prvenstva turnih avtomobilov v Donington Parku z dirkalnikom Ford Sierra RS500. Sredi sezone se je ponudila možnost nastopa za manj konkurečno moštvo Mooncraft v prvenstvu Formule 3000. Moštvo je preizkusilo Hilla in Perryja McCarthyja, ki sta bila podobno hitra, toda šef moštva John Wickham je povedal, da so bili sponzorji bolj na strani Hilla. Čeprav je bil njegov najboljši rezultat petnajsto mesto, so Hillu njegove predstave prinesle možnost prestopa v moštvo Middlebridge Racing z dirkalniki Lola za sezono 1990. Hill je ponudbo sprejel, trikrat osvojil najboljši štartni položaj in vodil na petih dirkah v sezoni 1990, toda kariero v Formuli 3000 zaključil brez zmage.

### Formula 1

#### 1992: Brabham
Hill je kariero v Formuli 1 začel v sezoni 1991 kot testni dirkač za aktualnega prvaka Formule 1, moštvo Williams, med tem, ko je še nastopal v Formuli 3000. Sredi sezone 1992 pa se je Hill prvič prebil tudi na dirke Formule 1 v moštvu Brabham, nekdaj konkurenčnem moštvu, ki pa je bilo v finančnih težavah. Hill je po treh dirkah zamenjal Giovanno Amati, katere obljubljen sponzorski denar ni bil nakazan moštvu. Amati se z dirkalnikom Brabham BT60B ni uspela kvalificirani na dirke, Hill pa je izenačil dosežek moštvenega kolega Erica van de Poeleja z dvema uvrstitvama na dirki za Veliko nagrado Velike Britanije in Veliko nagrado Madžarske. Ob tem je Hill v sezoni nadaljeval tudi s testiranjem za Williams in na domači dirki za Veliko nagrado Velike Britanije je Nigel Mansell z Williamsom zmagal, Hill pa je bil z Brabhamom zadnji. Po dirki za Veliko nagrado Madžarske je moštvo Brabhama propadlo in ni dokončalo sezone.

#### 1993–1996: Williams
Ko je Mansellov moštveni kolega Riccardo Patrese pred sezono 1993 iz Williamsa prestopil v moštvo Benettona, je Hill nepričakovano dobil drugi sedež v moštvu ob trikratnem prvaku Alainu Prostu, pred bolj izkušenimi kandidati, kot sta bila Martin Brundle in Mika Häkkinen. Tradicionalno aktualni svetovni prvak nastopa z dirkaško številko 1 na dirkalniku, njegov moštveni kolega pa ima številko 2. Toda aktualni prvak Mansell ni dirkal v Formuli 1 v sezoni 1993, zato je Williams dobil številki 0 in 2. Kot manj izkušeni dirkač ob Prostu, je Hill dobil številko 0 kot šele drugi dirkač v zgodovini Formule 1, po Jodyju Scheckterju v sezoni 1973.
Sezona se za Hilla ni začela obetavno, saj se je z dirkalnikom Williams FW15C zavrtel s steze iz drugega mesta kmalu po štartu uvodne dirke sezone za Veliko nagrado Južne Afrike, v šestnajstem krogu pa je še trčil z Alexom Zanardijem in moral odstopiti. Toda na dirkah za Veliko nagrado Brazilije in Veliko nagrado Evrope v dežju Prost ni bil v ospredju, Hill pa je obakrat osvojil drugo mesto z enosekundnim zaostankom za Ayrtonom Senno. V svoji prvi celotni sezoni se je Hill veliko naučil od svojega izkušenega francoskega moštvenega kolega. Uvrstitve na dirkah so se tekom sezone izboljševale, na dirki za Veliko nagrado Francije je osvojil prvi najboljši štartni položaj, na dirki pa sledil Prosta, toda moštveni ukazi mu niso dovolili napada nanj. Na domači dirki za Veliko nagrado Velike Britanije je moral odstopiti zaradi okvare motorja, ko je bil v vodstvu, kot tudi na dirki za Veliko nagrado Nemčije, zaradi predrte pnevmatike proti koncu dirke. Za tem je Hill dosegel tri zmage zapored na dirkah za Veliko nagrado Madžarske, Veliko nagrado Belgije in Veliko nagrado Italije, s čimer je postal prvi sin svetovnega prvaka Formule 1 z zmago. Hillova tretja zaporedna zmaga je moštvu prinesla konstruktorski naslov prvaka, ob tem pa se je začasno tudi prebil na drugo mesto dirkaškega prvenstva, toda na zadnjih dveh dirkah je McLarnov dirkač Ayrton Senna zmagal in osvojil končno drugo mesto v prvenstvu, prvak pa je postal Prost.
V sezoni 1994 je Senna prestopil k Williamsu in postal Hillov moštveni kolega. Ker aktualni svetovni prvak - tokrat je bil to Prost - ni dirkal v Formuli 1, je Hill obdržal dirkaško številko 0. Pred začetkom sezone je Senna veljal za glavnega favorita, toda tudi zaradi prepovedi elektronskih pomagal sta se moštvo Benetton in Michael Schumacher izkazala za presenetljivo konkurenčna in sezono začela s tremi zaporednimi zmagami. Na dirki za Veliko nagrado San Marina se je 1. maja Senna smrtno ponesrečil ob trku v zid. Ob preiskavi italijanskih preiskovalcev o obtožbi za povzročitev smrti iz malomarnosti v teku, je Hill nenadoma postal glavni up moštva za osvojitev naslova prvaka, čeprav je imel za seboj le eno sezono nastopanja izkušenj v konkurenčnem dirkalniku. V času po nesreči so mediji množično poročali, da je bil za nesrečo kriva okvara droga za volanski obroč, toda Hill je za BBC Sport leta 2004 povedal, da je po njegovem mnenju Senna preprosto prehitro zapeljal v ovinek glede na okoliščine - predvsem glede na ohlajene pnevmatike zaradi letečega štarta za varnostnim avtomobilom.
Hill je bil edini dirkač Williamsa na naslednji dirki sezone za Veliko nagrado Monaka. Njegova dirka je bila kmalu končana po trčenju več dirkalnikov v prvem krogu dirke. Od naslednje dirke sezone za Veliko nagrado Španije je z drugim Williamsom FW16 nastopal David Coulthard, pred tem testni dirkač moštva. Hill je uspel mesec dni od nesreče Senne zmagati, šestindvajset let pred tem je na isti dirki v podobnih okoliščinah zmagal že njegov oče Graham Hill, po smrtni nesreči moštvenega kolega pri Lotusu, Jima Clarka. Vodilni v dirkaškem prvenstvu, Schumacher, je dirko končal na drugem mestu po zgodnjem vodstvu in okvari menjalnika, zaradi katere je večji del dirke obtičal v peti prestavi.
Na sredini sezone je Schumacher vodil v dirkaškem prvenstvu s 66-imi točkami pred Hillom, ki je osvojil 29 točk. Na dirki za Veliko nagrado Francije je Frank Williams Coultharda nadomestil z Mansellom, s katerim sta se nato izmenjevala do konca sezone. Mansell je zaslužil približno 900.000 £ za vsako od štirih dirk, Hill pa je zaslužil 300.000 £ za celotno sezono, kljub temu je ostal prvi dirkač moštva. Hill se je vrnil v boj za naslov prvaka z zmago na dirki za Veliko nagrado Velike Britanije, kar njegovemu očetu ni nikoli uspelo. Schumacher je bil diskvalificiran s te dirke in je dobil še dodatni dve dirki prepovedi nastopa zaradi prehitevanja Hilla v ogrevalnem krogu in kasnejšega ignoriranja črne zastave. Še štiri osvojene zmage, od tega tri na dirkah, kjer je bil Schumacher izključen ali diskvalificiran, so Hilla obdržale v boju za naslov prvaka vse do zadnje dirke sezone za Veliko nagrado Avstralije. Na dirki za Veliko nagrado Evrope, prvi dirki po kazni, je Schumacher namignil, da Hill ni dirkač svetovnega razreda. Kljub temu pa je na predzadnji dirki sezone za Veliko nagrado Japonske Hill zmagal pred Schumacherjem v dežju. To je Hilla pripeljalo le do ene točke zaostanka v dirkaškem prvenstvu pred zadnjo dirko sezone.
Tako Hill, ko tudi Schumacher nista končala zadnje dirke sezone za Veliko nagrado Avstralije, po znamenitem trčenju, ki je naslov prvaka prinesel nemškemu dirkaču. Schumacher je zapeljal s steze in z desno stranjo dirkalnika rahlo trčil v zid, ko je bil v vodstvu, toda uspel se je vrniti na stezo pred Hilla. Približno deset sekund za tem, pri zaviranju pred šestim ovinkom, je Hill Schumacherja napadel in dirkača sta trčila, pri tem pa se je na Hillovem Williamsu polomil del prednjega levega vzmetenja, in oba dirkača sta morala odstopiti. Dolgoletni komentator dirk Formule 1 za BBC in ITV ter dober prijatelj in navijač Hilla, Murray Walker, je večkrat poudaril, da Schumacher trčenja ni povzročil namenoma. Solastnik Williamsa, Patrick Head, je drugačnega mnenja, leta 2006 je povedal, da so bili v času nesreče: »pri Williamsu skoraj stoodstotno prepričani, da je Michael kriv za trčenje, toda niso izpodbijali Schumacherjevega naslova zaradi opravil s smrtjo Ayrtona Senne.« Leta 2007 je enako mnenje kot Head izrazil tudi Hill.
Hill je za sezono 1994 prejel nagrado za BBC-jevo športno osebnost leta.
Pred sezono 1995 je Hill veljal za enega od favoritov za naslov prvaka. Moštvo Williams je bilo aktualni konstruktorski prvak, v sezoni 1994 so v tem prvenstvu premagali Benetton, ob mladem Davidu Coulthardu, ki je začenjal svojo prvo celotno sezono Formule 1, pa je bil Hill nedvoumno prvi dirkač moštva. Sezona se je zanj začela neuspešno, saj se je na dirki za Veliko nagrado Brazilije zavrtel zaradi mehanske okvare na novem dirkalniku Williams FW17, toda zmagi na naslednjih dveh dirkah sta ga prvič v karieri postavila na mesto vodilnega dirkača v prvenstvu. Na naslednjih dvanajstih dirkah pa je Schumacher sedemkrat zmagal in si naslov prvaka zagotovil dve dirki pred koncem prvenstva, Benetton pa je osvojil še konstruktorski naslov. Schumacher in Hill sta bila udeležena v več incidentov na progi, zaradi dveh sta dobila vsak po eno odloženo dirko prepovedi, Schumacher zaradi pretiranega blokiranja Hilla na dirki za Veliko nagrado Belgije, Hill pa zaradi trčenja s Schumacherjem ob zaviranju na dirki za Veliko nagrado Italije. Vseeno pa je Hill sezono zaključil pozitivno, saj je na dirki za Veliko nagrado Avstralije zmagal s prednostjo dveh krogov pred drugouvrščenim Olivierom Panisom iz moštva Ligier.
Sezona 1995 je bila razočaranje za Hilla, del Williamsovega moštva je bil nezadovoljen z njegovimi nastopi, Frank Williams pa je razmišljal o njegovi zamenjavi s Heinzem-Haraldom Frentznom. Ker pa je Hill že imel pogodbo za sezono 1996, je ostal v moštvu še v tej sezoni.
V sezoni 1996 je bil Williamsov dirkalnik FW18 evidentno najhitrejši v Formuli 1 in Hill je osvojil svoj edini naslov svetovnega prvaka pred svojim novim moštvenim kolegom, Jacquesom Villeneuvom, s čimer je postal prvi sin svetovnega prvaka Formule 1, ki je tudi sam osvojil tak naslov. Z osmimi zmagami in uvrstitvijo v prvo štartno vrsto prav na vsaki dirki je bila to za Hilla daleč najuspešnejša sezona kariere. Na dirki za Veliko nagrado Monaka, kjer je njegov oče zmagal petkrat v šestdesetih letih, je Hill vodil do okvare motorja, tako da je svojo edino zmago v karieri osvojil Olivier Panis. Proti koncu sezone se je Villeneuve približal Hillu in ga celo ogrožal v boju za naslov prvaka. Na zadnji dirki sezone za Veliko nagrado Japonske je tudi osvojil najboljši štartni položaj, toda ob štatu je Hill prevzel vodstvo in tudi osvojil naslov prvaka, Villeneuve pa je odstopil.
Kljub osvojitvi naslova je Hill že pred koncem sezone izvedel, da ga namerava Williams po koncu sezone zamenjati s Frentznom. Hill je zapustil moštvo Williamsa kot drugi najuspešnejši moštveni dirkač glede zmag, saj je z enaindvajsetimi zaostajal le za Mansellom. Hillu je naslov prvaka še drugič prinesel nagrado za BBC-jevo športno osebnost leta, s čimer je postal eden treh športnikov, ki so nagrado osvojili dvakrat - druga športnika sta boksar Henry Cooper in Mansell. Hill je prejel tudi nagrado Segrave Trophy, ki jo podeljuje Kraljevi avtomobilski klub. Nagrado podeljujejo Britancu, ki mu uspe najbolj neverjetni prikaz možnosti transporta po kopnem, morju, zraku ali vodi.

#### 1997: Arrows
Kot aktualni svetovni prvak je bil Hill zaželen v več moštvih, tudi pri McLarnu in Ferrariju, toda Hill je menil, da nobena od ponudb v finančnem pogledu ni dovolj cenila njegovega statusa svetovnega prvaka. Odločil se je za prestop v moštvo Arrows, ki še ni doseglo zmage v svoji dvajsetletni zgodovini, v predhodni sezoni 1996 pa je osvojilo eno prvenstveno točko. Ubranitev naslova svetovnega prvaka v sezoni 1997 se je že na začetku sezone izkazala za nemogočo, saj se je Hill le komaj kvalificiral na prvo dirko sezone za Veliko nagrado Avstralije, nato pa je odstopil v ogrevalnem krogu. Arrowsov dirkalnik A18, ki je uporabljal pnevmatike Bridgestone in motorje Yamaha, je bil nekonkurenčen in Hill je prvo točko osvojil šele na deveti dirki sezone za Veliko nagrado Velike Britanije na dirkališču Silverstone. Najboljša dirka zanj je bila dirka za Veliko nagrado Madžarske, ko so bile pnevmatike Bridgestone vidno boljše od Goodyearovih. Hill je osvojil tretje štartno mesto na kvalifikacijah, pred tem se v sezoni ni kvalificiral višje od devetega mesta. Na dirki pa je prehitel tudi Michaela Schumacherja, ki se je boril za naslov svetovnega prvaka, in prevzel vodstvo, tudi pred Villeneuvom, toda zaradi okvare na hidravličnem sistemu je moral upočasniti. Villeneuve je zaradi tega uspel prehiteti Hilla, ki je končal na drugem mestu in osvojil prve stopničke za moštvo Arrows po dirki za Veliko nagrado Avstralije v sezoni 1995.

#### 1998–1999: Jordan
Hill je po eni sezoni zapustil Arrows in bil že blizu podpisa za Prostovo moštvo Prost Grand Prix za sezono 1998, odločil pa se je za moštvo Jordan. Njegov moštveni kolega je bil Ralf Schumacher, Michaelov mlajši brat. V prvi polovici sezone je bil dirkalnik Jordan 198 nekonkurenčen in nezanesljiv. Na dirki za Veliko nagrado Kanade pa je bil dirkalnik že konkurenčnejši in Hill je prišel do drugega mesta po odstopih in postankih v boksu tekmecev. V osemintridesetem krogu je Schumacher, ki je moral na kazenski postanek v bokse zaradi incidenta z Frentznom, ujel Hilla na ravnini, Hill ga je trikrat zaprl, toda Schumacher ga je uspel vseeno prehiteti pred šikano. Po svojem edinem postanku v boksih je bil Hill četrti, ko je moral odstopiti zaradi okvare električnega sistema. Po dirki je Schumacher obtožil Hilla nevarnega dirkanja, Hill pa mu je odgovoril, da Schumacher ne bi smel soditi o nevarni vožnji drugih, zaradi potez v svoji karieri in zaradi izrivanja Frentzna. Na dirki za Veliko nagrado Nemčije je Hill osvojil svojo prvo točko sezone, na dirki za Veliko nagrado Belgije pa je dosegel prvo zmago za Jordan na dežni dirki, ki jo je končalo le osem dirkačev in na kateri je bil njegov moštveni kolega v zadnjem delu dirke hitrejši, toda po ukazih iz boksov ga Ralf Schumacher ni smel napasti. To je bila za Hilla prva zmaga odkar ga je odpustil Williams, ki v tej sezoni ni dosegel zmage. Hill je sezono zaključil s prehitevanjem Frentzna v zadnjem krogu dirke za Veliko nagrado Japonske za četrto mesto, ki je moštvu pomagalo do četrtega mesta v konstruktorskem prvenstvu.
Pred sezono 1999 so bila pričakovanja v moštvu Jordan visoka, toda sezona je bila za Hilla slaba. Ni se uspel privaditi na nove pnevmatike s štirimi profili, od njega je bil uspešnejši tudi moštveni kolega Heinz-Harald Frentzen, ki ga je pred tem zamenjal v Williamsu, zaradi vsega je Hill tudi izgubil motivacijo. Po trčenju na dirki za Veliko nagrado Kanade je razkril načrte o upokojitvi po konce sezone, po odstopu na dirki za Veliko nagrado Francije, na kateri je Frentzen zmagal, pa je razmišljal o takojšnji upokojitvi.
Eddie Jordan je prepričal Hilla, naj ostane zaradi nastopa na domači dirki za Veliko nagrado Velike Britanije. Pred dirko je Hill napovedal, da je to zanj zadnja dirka v Formuli 1, zato je njegov dirkalnik Jordan 199 testiral Jos Verstappen, za primer menjave. Po solidnem petem mestu na domači dirki si je Hill premislil in ostal do konca sezone. V preostanku sezone je najboljši rezultat dosegel s šestim mestom na dirkah za Veliko nagrado Madžarske in Veliko nagrado Belgije. Tri dirke pred koncem sezone so se pojavile govorice, da bi moštvo Prost lahko odpustilo Jarna Trullija, ki je podpisal za Jordan za sezono 2000. Njegov moštveni kolega Frentzen pa je bil do zaključka sezone v boju za naslov prvaka, sezono pa je končal na tretjem mestu. Skupaj sta za Jordan osvojila tretje mesto v konstruktorskem prvenstvu, kar je najboljši rezultat moštva. Na svoji zadnji dirki za Veliko nagrado Japonske se je Hill zavrtel v pesek, se vrnil v bokse in odstopil, čeprav je bil dirkalnik nepoškodovan.

## Kasnejše življenje
Tudi po upokojitvi je Hill ostal povezan z avtomobili in motošportom. Leta 2000 je skupaj z Michaeom Breenom ustanovil Prestige and Super Car Private Members Club P1 International, Breen je nato odkupil Hillov delež oktobra 2006. Hill je odprl tudi zastopništva za BMW in Audi v Exeterju. Aprila 2006 je nasledil Jackieja Stewarta na mestu predsednika združenja British Racing Drivers' Club (BRDC), ki je lastnik dirkališča Silverstone. Leta 2009 je prejel častni doktorat Univerze v Northamptonu zaradi uspešne kariere in povezave z Northamptonom prek Silverstona in BRDC.
Hill se tudi redno pojavlja v britanskih medijih. Napisal je več člankov za revijo F1 Racing, dvakrat pa je bil tudi strokovni sokomentator prenosov Formule 1 na televiziji ITV, na dirkah za Veliko nagrado Madžarske 2007 in Veliko nagrado Madžarske 2008, ko je zamenjal Martina Brundla. Hill je tudi posnel televizijski oglas z znanim komentatorjem Murrayjem Walkerjem, v katerem Walker komentira Hillovo kosilo, kot da bi bilo dirka. Hill je ob tem sodeloval v več britanskih televizijskih oddajah, kot so Top Gear, This is Your Life, TFI Friday, Shooting Stars in Bang Bang, It's Reeves and Mortimer.
Hill je nastopal tako z avtomobilskimi, kot tudi motociklističnimi dirkalniki na motošportnem festivalu Goodwood Festival of Speed, leta 2005 pa je testiral tudi dirkalnik serije GP2. V enosedežnem dirkalniku se je ponovno predstavil poleti leta 2006, ko je z dirkalnikom s 600 KM nastopil na testiranju Grand Prix Masters na dirkališču Silverstone. Hill je izrazil zadovoljstvo nad izkušnjo in dejal, da ne bi popolnoma izključil vrnitev na dirke, ker da pogreša dirkanje na robu.

### Glasbena kariera
Hill je pokazal zanimanje za glasbo že v mladih letih, s prijatelji je v šoli ustanovil punk skupino Sex, Hitler and the Hormones. Po uspehih v Formuli 1 je dobil priložnost igranja kitare z nekaj znanimi glasbeniki, tudi s svojim prijateljem Georgem Harrisonom, igral pa je tudi v pesmi Demolition Man iz albuma Defa Lepparda, Euphoria. Ob tem je večkrat igral ob dirki za Veliko nagrado Velike Britanije z drugimi glasbeniki v Formuli 1, kot je Eddie Jordan. Po upokojitvi je Hill glasbi lahko posvetil več svojega časa, tako je igral s skupinama Spika Edneyja in Pata Casha. Ustanovil pa je tudi svojo skupino The Conrods, ki je bila aktivna med letoma 1999 in 2003, ki je igrala priredbe znanih skupin, kot so The Rolling Stones, The Beatles in The Kinks. Od imenovanja na mesto predsednika BRDC leta 2006 je Hill opustil igranje kitare, zaradi pomanjkanja časa.

## Dirkaški rezultati
(legenda) (odebeljene dirke pomenijo najboljši štartni položaj, poševne pa najhitrejši krog)

### Formula 3000
| Leto | Moštvo              | Šasija       | Motor         | 1       | 2       | 3       | 4       | 5       | 6       | 7       | 8       | 9       | 10      | 11     | Prv | Toč |
| ---- | ------------------- | ------------ | ------------- | ------- | ------- | ------- | ------- | ------- | ------- | ------- | ------- | ------- | ------- | ------ | --- | --- |
| 1989 | Footwork            | Mooncraft/89 | Mugen Honda   | SIL     | VAL     | PAU     | JER     | PER Ret | BRH Ret | BIR DNS | SPA 14  | BUG 16  | DIJ 15  |        | -   | 0   |
| 1990 | Middlebridge Racing | Lola T90/50  | Ford Cosworth | DON DNQ | SIL Ret | PAU Ret | JER 7   | MNZ 11  | PER Ret | HOC Ret | BRH 2   | BIR Ret | BUG Ret | NOG 10 | 13. | 6   |
| 1991 | Jordan Racing       | Lola T91/50  | Ford Cosworth | VAL 4   | PAU Ret | JER 8   | MUG Ret | PER 11  | HOC Ret | BRH 6   | SPA Ret | BUG 4   | NOG 3   |        | 7.  | 11  |

### Formula 1
(legenda) (odebeljene dirke pomenijo najboljši štartni položaj, poševne pa najhitrejši krog, †-uvrščen kljub odstopu)
| Leto | Moštvo                         | Šasija         | Motor       | 1       | 2       | 3       | 4       | 5       | 6       | 7       | 8       | 9       | 10      | 11     | 12      | 13      | 14      | 15      | 16      | 17     | Prv | Toč |
| ---- | ------------------------------ | -------------- | ----------- | ------- | ------- | ------- | ------- | ------- | ------- | ------- | ------- | ------- | ------- | ------ | ------- | ------- | ------- | ------- | ------- | ------ | --- | --- |
| 1992 | Motor Racing Developments Ltd. | Brabham BT60B  | Judd        | JAR     | MEH     | BRA     | ŠPA DNQ | SMR DNQ | MON DNQ | KAN DNQ | FRA DNQ | VB 16   | NEM DNQ | MAD 11 | BEL     | ITA     | POR     | JAP     | AVS     |        | 30. | 0   |
| 1993 | Canon Williams Team            | Williams FW15C | Renault     | JAR Ret | BRA 2   | EU 2    | SMR Ret | ŠPA Ret | MON 2   | KAN 3   | FRA 2   | VB Ret  | NEM 15  | MAD 1  | BEL 1   | ITA 1   | POR 3   | JAP 4   | AVS 3   |        | 3.  | 69  |
| 1994 | Rothmans Williams Renault      | Williams FW16  | Renault     | BRA 2   | PAC Ret | SMR 6   | MON Ret | ŠPA 1   | KAN 2   | FRA 2   | VB 1    | NEM 8   | MAD 2   | BEL 1  | ITA 1   | POR 1   | EU 2    | JAP 1   | AVS Ret |        | 2.  | 91  |
| 1995 | Rothmans Williams Renault      | Williams FW17  | Renault     | BRA Ret | ARG 1   | SMR 1   | ŠPA 4   | MON 2   | KAN Ret | FRA 2   | VB Ret  | NEM Ret | MAD 1   | BEL 2  | ITA Ret | POR 3   | EU Ret  | PAC 3   | JAP Ret | AVS 1  | 2.  | 69  |
| 1996 | Rothmans Williams Renault      | Williams FW18  | Renault     | AVS 1   | BRA 1   | ARG 1   | EU 4    | SMR 1   | MON Ret | ŠPA Ret | KAN 1   | FRA 1   | VB Ret  | NEM 1  | MAD 2   | BEL 5   | ITA Ret | POR 2   | JAP 1   |        | 1.  | 97  |
| 1997 | Danka Arrows Yamaha            | Arrows A18     | Yamaha      | AVS DNS | BRA Ret | ARG Ret | SMR Ret | MON Ret | ŠPA Ret | KAN 9   | FRA 12  | VB 6    | NEM 8   | MAD 2  | BEL 13  | ITA Ret | AVT 7   | LUK 8   | JAP 11  | EU Ret | 12. | 7   |
| 1998 | B&H Total Jordan               | Jordan 198     | Mugen–Honda | AVS 8   | BRA DSQ | ARG 8   | SMR 10  | ŠPA Ret | MON 8   | KAN Ret | FRA Ret | VB Ret  | AVT 7   | NEM 4  | MAD 4   | BEL 1   | ITA 6   | LUK 9   | JAP 4   |        | 6.  | 20  |
| 1999 | B&H Jordan                     | Jordan 199     | Mugen–Honda | AVS Ret | BRA Ret | SMR 4   | MON Ret | ŠPA 7   | KAN Ret | FRA Ret | VB 5    | AVT 8   | NEM Ret | MAD 6  | BEL 6   | ITA 10  | EU Ret  | MAL Ret | JAP Ret |        | 12. | 7   |